# Норман Рокуел
Норман Пърсивел Рокуел (3 февруари 1894 г. – 8 ноември 1978 г.) е американски художник и илюстратор. Неговите творби имат широка популярност в Съединените щати поради изкусния начин, по който изобразяват културата на страната. Рокуел е най-известен със своите илюстрации на ежедневния живот, които създава за списание The Saturday Evening Post (Post) в продължение на почти пет десетилетия. Сред най-известните творби на Рокуел са поредицата за Уили Гилис, негов вариант на Роузи нитовачката, Проблемът, с който всички живеем, Благодарствена молитва на масата и поредицата Четирите свободи. Той е известен и с 64-годишното си сътрудничество с организацията на Американските бойскаути (БСА), по време на която създава корици за тяхното издание "Момчешки живот" (Boys life), календари и други илюстрации. Те  включват популярни изображения, които отразяват скаутската клетва и скаутския закон, като Scout Master, A Scout Is Reverent и A Guiding Hand.
Рокуел е плодовит художник, създал над 4000 оригинални творби. Повечето от запазените му картини са в публични колекции. Рокуел илюстрира над 40 книги, сред тях Приключенията на Том Сойер и Приключенията на Хъкълбери Фин, и рисува портретите на известни личности: президентите Айзенхауер, Кенеди, Джонсън и Никсън, както и на Гамал Абдел Насер и Джавахарлал Неру, Джуди Гарланд. Един от последните му портрети е на полковник Сандърс през 1973 г. Рокуел е носител на наградата „Сребърен бивол“ през 1939 г., най-високата награда за възрастни, давана от бойскаутите на Америка. Най-популярните му произведения произлизат от илюстрациите му за годишните календари на бойскаутите между 1925 и 1976: „Четирите сезона“ за рекламната компания Brown & Bigelow са публикувани в продължение на 17 години, започвайки от 1947 г., и възпроизвеждани в различни стилове и размери от 1964 г. насам. Той създава илюстрации, предназначени за реклами на Кока Кола, Джел О, Дженеръл мотърс, Скот Тишю и други компании. Работата му включва и илюстрации за брошури, каталози, плакати (особено промоции на филми), ноти, марки, карти за игра и стенописи (включително „Янки дудъл данди“ и „Бог да благослови хълмовете“, завършен през 1936 г. за Насау Ин в Принстън, Ню Джърси).
Рокуел не е считан за „сериозен художник“ от другите художници по това време, които смятат работата му за буржоазна и кич, а творбите му са отхвърляни от сериозните критици. Много от творбите му изглеждат прекалено „сладки“ според съвременниците му, особено кориците за Post, които клонят към идеалистични или сантиментални изображения на американския живот. Това води до появата на пренебрежителното сравнение „Рокуеловско“. Например писателят Владимир Набоков заявява, че брилянтната техника на Рокуел е използвана за „банална“ употреба и пише в романа си Пнин: „Този Дали наистина е брат близнак на Норман Рокуел, отвлечен от роми в детска възраст.“ Някои критици го наричат само „илюстратор“ вместо „художник“, срещу което той няма нищо против, тъй като така нарича сам себе си.
В по-късните си години обаче, когато избира по-сериозни теми като поредицата за расизма за списание Look, Рокуел започва да получава повече похвали като художник. Един от тези примери е картината Проблемът, с който всички живеем (1964), посветена на расовата интеграция в училищата. Тя изобразява как младо чернокожо момиче, Руби Бриджис, оградено от бели федерални маршали, отива на училище на фона на стена, покрита с расистки графити. Тази картина е изложена в Белия дом, когато Бриджис се среща с президента Барак Обама през 2011 г.

## Биография

### Ранни години
Норман Рокуел е роден на 3 февруари 1894 г. в Ню Йорк в семейството на Джарвис Уоринг Рокуел и Ан Мери „Нанси“ Рокуел, по баща Хил. Баща му е презвитерианец, а майка му е епископална последователка; две години след годежа им баща му приема епископската вяра. Неговият най-ранен американски прародител е Джон Рокуел (1588 – 1662) от Съмърсет, Англия, който емигрира в колониална Северна Америка, вероятно през 1635 г., на борда на кораба Хоупуел и става един от първите заселници на Уиндзор, Кънектикът. Норман има един брат, Джарвис Уоринг Рокуел младши, по-голям с година и половина. Джарвис Уоринг старши става мениджър на Нюйоркския офис на текстилна фирма „Джордж Луд, синове и компания“ във Филаделфия, където прекарва цялата си кариера.
Норман се прехвърля в училището за художествено изкуство Чаейс на 14-годишна възраст. След това преминава в Националната академия за дизайн и накрая в Лигата на студентите по изкуства. Там му преподават Томас Фогърти, Джордж Бриджман и Франк Винсент Дюмонд; ранните му творби са произведени за списание свети Николай, списанието на Американските бой скаути (БСА) Момчешки живот и други младежки издания. Като студент Рокуел работи на няколко места, включително в Метрополитън опера. Той получава първата си голяма художествена поръчка на 18-годишна възраст, като илюстратор на книгата на Карл Х. Клауди „Кажи ми защо: Истории за майката природа“.
След това Рокуел е нает като художник на Момчешки живот. В тази роля той получава възнаграждение от 50 долара месечно за една завършена корица и набор от илюстрации на съдържанието. Смята се, че това е първата му платена работа като художник. На 19 годишна възраст той става художествен редактор на Момчешки живот, публикуван от БСА. Заема поста в продължение на три години, през които рисува няколко корици, като първата му публикувана корица Скаут на корабното кормило се появява в списанието през септември 1913 г.

### Сътрудничество сThe Saturday Evening Post
Семейството на Рокуел се премества в Ню Рошел, Ню Йорк, когато Норман е на 21 години. Той споделя студио с карикатуриста Клайд Форсайт, който работи за Post. С помощта на Форсайт, Рокуел изпраща първата си успешна корица на Post през 1916 г., Почивен ден на майката (публикуван на 20 май). Той последва този успех с Circus Barker and Strongman (публикуван на 3 юни), Gramps at the Plate (5 август), Червенокосата обича Хати Перкинс (16 септември), Хора в театрален балкон (14 октомври) и Мъж играещ дядо Коледа (9 декември)). Рокуел е публикуван осем пъти на корицата на Post за една година. В крайна сметка в продължение на 47 години Рокуел публикува 323 оригинални корици за Post.
Успехът на корицата на Post води до наемането на Рокуел като илюстратор на кориците на други списания, най-вече: Literary Digest, Country Gentleman, Leslie's Weekly, Judge, Peoples Popular Monthly и Life.
Когато Рокуел започва да работи с Post през 1916 г., той напуска своята платена позиция в Момчешки Живот, но продължава да включва скаути в кориците на Post и месечното списание на Американския Червен кръст. Той възобновява работата си с бойскаутите на Америка през 1926 г. с производството на първата от петдесет и една оригинални илюстрации за официалния годишен календар на бойскаутите на Америка. Тези творби могат да се видят в Художествената галерия на Норман Рокуел в Националния скаутски музей в Симарон, Ню Мексико.
По време на Първата световна война Рокуел се опитва да постъпи във военноморските сили на САЩ, но му е отказано, защото при тегло от 64 килограма и ръст от 1,8 метра, не отговаря на норматива по тегло. За да компенсира, той прекарва една нощ, наяждайки се с банани, течности и понички, и натежава достатъчно, за да го приемат на следващия ден. Назначават го като военен художник и не участва в военни действия по време на службата си.

### Втората световна война
През 1943 г., по време на Втората световна война, Рокуел рисува поредицата „ Четирите свободи “, която е завършена за седем месеца. Поредицата е вдъхновена от реч на Франклин Делано Рузвелт, в която президентът описва и формулира Четирите свободи като универсални човешки права. След това Рокуел рисува Свобода от недоимък, Свобода на словото, Свобода на религията и Свобода от страха.
Картините са публикувани през 1943 г. от Post. Рокуел използва корабостроителната фамилия Пенел от Брунсуик, Мейн като модели за две от картините, Свобода от недоимък и Благодарна майка, и комбинира модели от снимки и собствената си визия, за да създаде своите идеализирани картини. Министерството на финансите на Съединените щати по-късно ги популяризира, като излага оригиналите в шестнадесет града. Рокуел смята свободата на словото за най-добрата от четирите.
Версията на Рокуел на „Роузи нитовачката“ на корицата на Post на 29 май 1943 изобразява мускулеста жена в работен комбинезон, която обядва. В скута ѝ е нитовачката, а с обувката си е настъпила Хитлеровата Моята борба. На кутията за обяд има надпис „Роузи“, а в ръката си държи сандвич.
Същата година пожар в ателието му унищожава множество оригинални картини, костюми и реквизит. Тъй като костюмите и реквизитите са незаменими, пожарът разделя кариерата му на две фази, като през втората фаза изобразява съвременни герои и ситуации. С Рокуел се свърза писателят Елиът Каплин, брат на карикатуриста Ал Кап, с предложението тримата да правят заедно ежедневен комикс, като Каплин и брат му пишат, а Рокуел рисува. Кинг Фийчър Синдикът им обещава сделка от 1000 долара на седмица, знаейки, че сътрудничеството между Кап и Рокуел ще привлече интерес. Проектът обаче в крайна сметка не се осъществява, тъй като Рокуел, известен със своя перфекционизъм като художник, не може да доставя материал толкова бързо, колкото се изисква за направата на ежедневен комикс.

### По-късна кариера
В края на 40-те години на XX век Норман Рокуел прекарва зимните месеци като художник-резидент в колежа по изкуство и дизайн Отис. От време на време студентите му служат като модели за кориците на Post.
През 1959 г. съпругата му Мери внезапно умира от сърдечен удар и Рокуел прекъсва работа. По време на тази пауза той и синът му Томас продуцират автобиографията на Рокуел, Моите приключения като илюстратор, която е публикувана през 1960 г. Post отпечатва откъси от тази книга в осем последователни броя, като първият съдържа известния Троен автопортрет на Рокуел.
Последната картина на Рокуел за Post е публикувана през 1963 г. Сътрудничеството им включва 321 рисунки за корици. През следващите 10 години той рисува за списание „Look“, където интересите му са насочени към гражданските права, бедността и изследването на космоса.
През 1966 г. Рокуел е поканен в Холивуд, за да нарисува портрети на звездите от филма „Дилижанс“, а също така се появява като статист във филма, играейки „стар крастав комарджия“.
През 1968 г. на Рокуел е възложено да направи портрет на обложката на албума на Майк Блумфийлд и Ал Купър Приключенията на Майк Блумфийлд и Ал Купър.
През 1969 г., в знак на почит към 75-ата годишнина от рождението на Рокуел, представители на Brown & Bigelow и БСА молят Рокуел да позира в „Отвъд статива“, илюстрацията на календара през тази година.
През 1969 г. Бюрото по рекултивация на САЩ поръчва на Рокуел да нарисува Глен Каньон, един от най-големите американски язовири.
Последната му поръчка за БСА е календарна илюстрация, озаглавена „Духът на 1976-та“ и завършена, когато Рокуел е на 82 години. Тя приключва тяхното партньорство, което генерира 471 изображения за периодични издания, пътеводители, календари и рекламни материали. Връзката му с БСА продължава 64 години, най-дългата професионална връзка в кариерата му. Неговото наследство и стил са продължени за БСА от Джоузеф Чатари.
През 1977 г. Рокуел е награден с президентския медал на свободата, най-високото гражданско отличие на САЩ, за своите „живи и нежни портрети на нашата страна“. Президентът Джералд Форд връчва наградата му на сина му Джарвис.

#### Смърт
Рокуел умира на 8 ноември 1978 г. на 84 годишна възраст от емфизема в своя дом в Стокбридж, Масачузетс. Първата дама Розалин Картър присъства на погребението му.

### Личен живот
Рокуел се жени за първата си съпруга, Ирен О'Конър, на 1 юли 1916 г. Ирен е моделът на Рокуел за творбата му „Майка, полагаща деца в леглото“, публикувана на корицата на Literary Digest на 19 януари 1921 г. Двойката се развежда на 13 януари 1930 г.
Депресиран, той се премества за кратко в Алхамбра, Калифорния, като гост на стария си приятел Клайд Форсайт. Там рисува някои от най-известните си картини, сред които Докторът и куклата. Там се запознава и се жени за учителката Мери Барстоу на 17 април 1930 г. Двойката се връща в Ню Йорк малко след сватбата. Имат три деца: Джарвис Уоринг, Томас Роудс и Питър Барстоу. Семейството живее в квартал Бони Крест в Ню Рошел, Ню Йорк.
Рокуел и съпругата му не посещават редовно църква, въпреки че са членове на църквата Св. Йоан Уилмот, епископална църква близо до дома им, където са кръстени синовете им. Рокуел се премества в градчето Арлингтън, Върмонт, през 1939 г., където работата му започва да отразява живота на малкия град. По-късно към него ще се присъедини неговият добър приятел художникът Джон Карлтън Атертън.
През 1953 г. семейство Рокуел се премества в Стокбридж, Масачузетс, за да може съпругата му да се лекува в Центъра Остин Ригс, психиатрична болница близо до мястото, където Рокуел създава студиото си. Рокуел също получава психиатрично лечение, като се среща с анализатора Ерик Ериксон, който е служител в Ригс. Ериксън каза на биографката Лора Кларидж, че Рокуел е рисувал щастието, но не го е изпитвал. На 25 август 1959 г. Мери умира внезапно от инфаркт.
Рокуел се жени за третата си съпруга, пенсионираната учителка по английски език в академията Милтън, Мери Лийт „Моли“ Пундерсън (1896 – 1985), на 25 октомври 1961 г. Точно под студиото на Рокуел за известно време през 1966 г. се намира известният „Ресторант на Алис“, възпят в песните на Арло Гътри. По време на престоя в Стокбридж за картините на Рокуел често позира началникът на полицията Уилям Обанхайн (в песните на Гътри „Officer Obie“).
От 1961 г. до смъртта си Рокуел е член на Понеделничния вечерен клуб, мъжка литературна група, базирана в Питсфийлд, Масачузетс. На погребението му петима членове на клуба носят ковчега заедно с Джарвис Рокуел.

## Наследство
За оригиналните картини и рисунки на Норман Рокуел се грижи фондация, основана с негова помощ близо до дома му в Стокбридж, Масачузетс. Музеят на Норман Рокуел е отворен целогодишно и колекцията му включва над 700 оригинални картини, рисунки и ескизи. Центърът Рокуел за американски визуални изследвания към музея Норман Рокуел е национален изследователски институт, посветен на американското илюстраторско изкуство.
Работи на Рокуел са изложени в Музея Гугенхайм през 2001 г. Картината на Рокуел Breaking Home Ties е продадена за 15,4 милиона долара на търг от Сотбис през 2006 г. През 2008 г. творбите на Рокуел обикалят 12 града в САЩ. През 2008 г. Рокуел е обявен за официален щатски художник на Масачузетс. Продажбата на Saying Grace през 2013 г. за 46 милиона долара (включително премията на купувача) установява нова рекордна цена за творба на Рокуел. През 2013 – 2014 г. творби на Рокуел са показани в Обществения музей на Рединг и Музея на църковната история.

## Основни произведения
- Scout at Ship's Wheel (първа публикувана илюстрация на корицата на списание Момчешки живот, септември 1913 г.)
- Santa and Scouts in Snow (1913)
- Boy with Baby Carriage (1916; първа корица на Post )
- Circus Barker and Strongman (1916)
- Gramps at the Plate (1916)
- Redhead Loves Hatty Perkins (1916)
- People in a Theatre Balcony (1916)
- Tain't You (1917; първа корица на Life
- Cousin Reginald Goes to the Country (1917; първа корица на Country Gentleman)
- Santa and Expense Book (1920)
- Mother Tucking Children into Bed (1921; позира първата му жена)
- No Swimming (1921)
- Santa with Elves (1922)
- The Love Song (1926, Ladies Home Journal)
- Doctor and Doll (1929)
- Deadline (1938)
- Girl Reading Post (1941) – – През 1943 г. Рокуел подарява тази картина на Уолт Дисни, чиято дъщеря, Даян Дисни Милър, я подарява на музея на Норман Рокуел в Стокбридж през 2000 г.[6]
- The Four Freedoms (1943)
  - Freedom of Speech (1943)
  - Freedom of Worship (1943)
  - Freedom from Want (1943)
  - Freedom from Fear (1943)
- Rosie the Riveter (1943)
- We, Too, Have a Job to Do (1944)
- Going and Coming (1947)
- Tough Call (известна и като Game Called Because of Rain, Bottom of the Sixth, or The Three Umpires; 1948)[7]
- The New Television Set (1949)
- Saying Grace (1951)
- Waiting for the Vet (1952)
- The Young Lady with a Shiner (1953)
- Walking to Church (1953)
- Girl at Mirror (1954)
- Breaking Home Ties (1954)[8]
- The Marriage License (1955)
- The Scoutmaster (1956)[9]
- The Rookie (1957)
- The Runaway (1958)
- Before and After (1958)
- A Family Tree (1959)
- Triple Self-Portrait (1960)
- Golden Rule (1961)
- The Connoisseur (1962)
- The Problem We All Live With (1964)
- Murder in Mississippi (1965)
  - Southern Justice (Murder in Mississippi) (1965)[10]
- New Kids in the Neighborhood (1967)
- Russian Schoolroom (1967)
- The Spirit of 1976 (1976)[11] (откраднат през 1978 г., възстановен през 2001 г. от Робърт Кинг Уитман от ФБР)

## Филмови плакати и обложки на албуми
Рокуел прави илюстрации за няколко филмови плаката по време на кариерата си.
- The Adventures of Marco Polo]] (1938)[12]
- The Magnificent Ambersons (1942)[13]
- The Song of Bernadette (1943)[14]
- Along Came Jones (1945)[13]
- The Razor's Edge (1946)[13]
- Cinderfella (1960)[15]
- Stagecoach (1966)[16]

Той проектира обложка на албум за Приключенията на Майк Блумфилд и Ал Купър (1969). Нает е от Дейвид Боуи да проектира обложката на неговия албум от 1975 г. Young Americans, но офертата е оттеглена, след като Рокуел го информира, че ще му трябва поне половин година за работа.

## Изложби
- Музей на Норман Рокуел в Стокбридж, Масачузетс
- Колекция Рокуел в Националния музей на американската илюстрация
- Илюстрации на Рокуел за Приключенията на Том Сойер и Приключенията на Хъкълбери Фин в музея на Марк Твен в Ханибал Мисури.
- Плакати на Норман Рокуел от Втората световна война, организирани от цифровите колекции на библиотеките на Университета на Северен Тексас
- Норман Рокуел и изкуството на скаутството в Националния скаутски музей, Ървинг, Тексас
- Изложба на Норман Рокуел в Арлингтън, Върмонт

## Отличия
- Зала на славата на Обществото на илюстраторите през 1958 г.

## Допълнителна информация
- Buechner, Thomas S. The Norman Rockwell Treasury.   Galahad, 1992. ISBN 978-0-88365-411-8.
- Carson, Tom. The awakening of Norman Rockwell //  Vox.   February 26, 2020.
- Finch, Christopher. Norman Rockwell: 332 Magazine Covers.   Abbeville Publishing Group (Abbeville Press, Inc.), 1990. ISBN 978-0-89660-000-3.
- Christopher, Finch. Norman Rockwell's America.   Harry N. Abrams, Inc., 1985. ISBN 978-0-8109-8071-6.
- Hennessey, Maureen Hart, Larson, Judy L. Norman Rockwell: Pictures for the American People.   Harry N. Abrams, 1999. ISBN 978-0-8109-6392-4.
- Rockwell, Tom. Best of Norman Rockwell.   Courage Books, 2005. ISBN 978-0-7624-2415-3.
- Schick, Ron. Norman Rockwell: Behind the Camera.   Little, Brown & Co., 2009. ISBN 978-0-316-00693-4.
- Solomon, Deborah. America, Illustrated //  The New York Times.   July 1, 2010.